# ويليام راندولف تايلور
ويليام راندولف تايلور (بالإنجليزية: William Randolph Taylor)‏ هو عالم طحالب ‏ أمريكي، ولد في 1895، وتوفي في 1990.